# 归德门
归德门，是中國廣州宋代至明、清時代的正城門，又名小市门，位于廣州城南部，是老城八城門之一。

## 位置
在今解放路与大德路相交的地方。

## 历史

### 护城河
明代，归德门前有护城河玉带濠东西横贯，分别流入东濠和西濠。

### 行政区划
现在被称为“广州市”之地域（包括西关等原为省城城外之地）本由番禺、南海两县分管。归德门以东为番禺县，以西面为南海县。

### 商业
归德门在两县交界处，因此商业繁荣。

### 军事
归德门是正城門，因而把守均为都统，并有旗甲兵三千余名，乃众城门中城戍兵最甚之门。

### 重建
归德门最后重建於清康熙二十二年，即公元1683年。

### 拆除
1920年，中華民國政府修筑馬路，归德门被拆除。

### 记载
俞洵庆《荷廊笔记》载：“广州南城之右为归德门，背城一带旧为狎邪地，南临濠水，朱楼画榭，鳞次相接，隔岸为濠畔街，商贾聚焉。”